# STAND BY ME (GOING UNDER GROUNDの曲)
「STAND BY ME」（スタンドバイミー）は、GOING UNDER GROUNDの11枚目のシングル。ビクターエンタテインメントのレーベルHAPPYHOUSEより2005年5月18日発売。

## 概要
初回盤・通常盤の区別はないが、初回生産分には本作のアナログ盤が抽選で当たるシリアルコードが封入されている。
タイトル曲「STAND BY ME」は、三ツ矢サイダーのCM曲コンペに提出した時点でサビの15秒程度のフレーズしかなかったことがリリース時に語られているが、ボーカルの松本素生は2016年のインタビューで、当時の状況について、ビクターのスタッフから「三ツ矢サイダーのコンペがある」と事前に聞かされていたにもかかわらず曲選考を行う日にそれを失念したままリハーサルスタジオに行き、スタッフには「もちろん作ってきました」と嘘をついて、スタジオのトイレにこもって5分で急遽作ったサビのメロディーに「涙のち三ツ矢サイダー」と商品名を入れ込んだ歌詞をつけて提出したものであり、コンペを通過してからサビ以外を制作したと明かしている。
結果的にはコンペで提出した歌詞がCMにそのまま採用され、アサヒ飲料のCM情報ページでは「涙のち三ツ矢サイダー」のフレーズにかけて、「□のち三ツ矢サイダー」の「□」に入る言葉を募集し、優秀作品に三ツ矢サイダーをプレゼントするというキャンペーンが行われた。
2011年11月13日に行われたライブ「ふるさとライブ〜荒川わたれvol.2〜」で、一部メンバーの母校である桶川高等学校の吹奏楽部と本曲を共演した映像が「STAND BY ME with Okegawa High School Wind Orchestra 2011 ver.」として公式YouTubeチャンネルで公開されている。

## 収録曲
1. STAND BY ME
（作詞・作曲：松本素生）
成海璃子が出演したアサヒ飲料「三ツ矢サイダー」2005年度CMソング。MVは女子フットサルチーム「PREDATOR LADIES-Las Bonitas（プレデター レディース ラス・ボニータス）」（現・バルドラール浦安ラス・ボニータス）を題材としたドキュメンタリー作品となっている[4]。CM用バージョンと異なり、歌詞の商品名部分は変更されている。
2. ムサシノ天使の詩
（作詞・作曲：松本素生）

## 収録アルバム
STAND BY ME
- TUTTI
- BEST OF GOING UNDER GROUND with YOU
- COMPLETE SINGLE COLLECTION 1998-2008
- ALL TIME BEST〜20th STORY + LOVE + SONG〜

ムサシノ天使の詩
- THE BOX - B-SIDE COLLECTIONに収録。

### コンピレーション
- Sony Music『SUMMER SUNSHINE』（2010年6月30日発売） - 「STAND BY ME」を収録[5]。
- Sony Music『TOKYO MOTOR SHOW COMPILATION REMIX -The 42nd TOKYO MOTOR SHOW 2011 OFFICIAL ALBUM Remixed by Piston Nishizawa-』（2011年11月30日発売） - 「STAND BY ME」を収録[6]。
- Sony Music『ベスト・オブ・ホリデー・チューンズ』（2013年4月24日発売） - 「STAND BY ME」を収録[7]。